# 罗格河

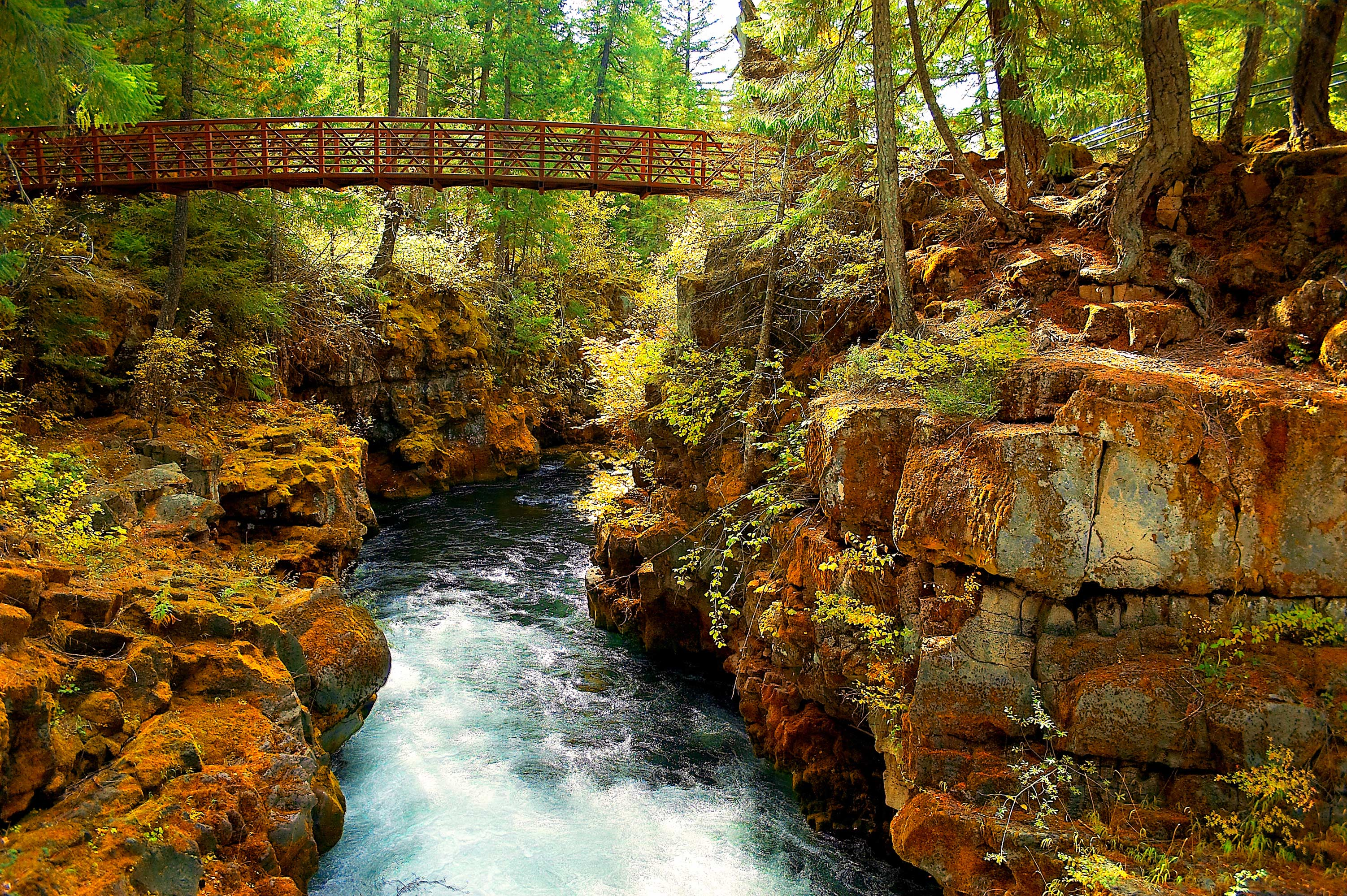
罗格河风景

罗格河（英語：Rogue River）是美国俄勒冈州中西部的一条河流，从喀斯喀特山脉流入太平洋，全长322公里。它是美国1968年通过的《国家自然与风景河流法案》（Wild and Scenic Rivers Act）中最初的8条河流之一。受保护的流域共计135公里，从格兰茨帕斯以西11.3公里到戈尔德比奇以东18公里。

## 河流

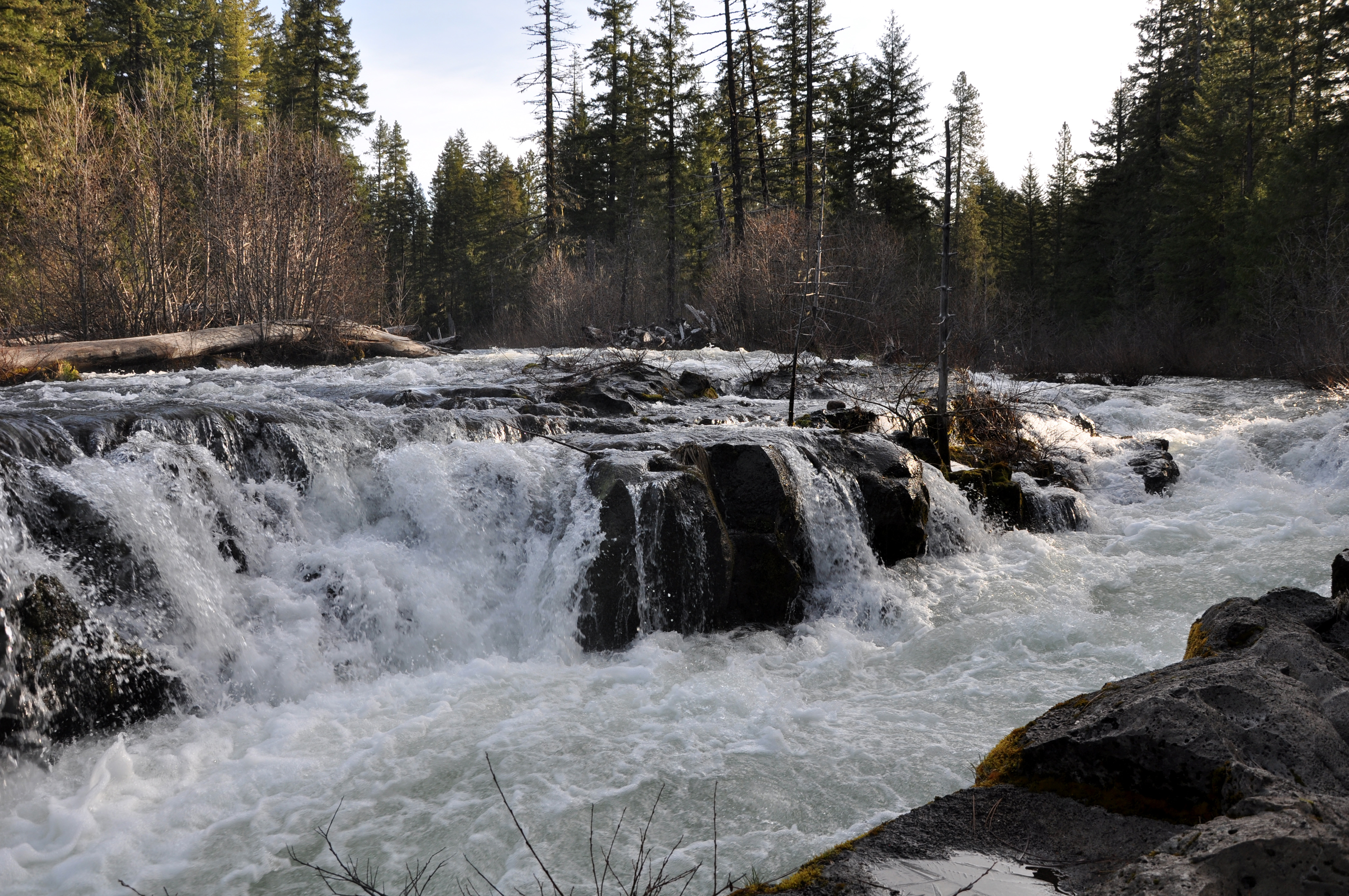
上罗格河流向俄勒冈州联盟溪附近的罗格河峡谷。

罗格河从边界泉开始在克拉馬斯縣和道格拉斯县之间的边界在火山口湖国家公园的北边缘附近。虽然它改变方向许多次，它一般流向西部215英里（346），从喀斯喀特山脉通过罗格河-锡斯基尤国家森林和克拉馬斯山到达太平洋的黄金海滩。
从海平面以上5,320英尺（1,622）处到达太平洋时，罗格河在海拔上的损失超过 1英里（1.6）。

## 娱乐
罗格河在国际河流难度级别定为IV级，很受漂流爱好者欢迎。喷射快艇也是一个流行项目，每年有114,000游客享受长为167公里的旅程。